# Filipa de Luxemburg
Filipa de Luxemburg (n. 1252 – 6 aprilie 1311) a fost o nobilă din Țările de Jos, devenită prin căsătorie contesă de Olanda și de Hainaut.
Filipa era fiică a contelui Henric al V-lea de Luxemburg cu soția sa, Margareta de Bar.
Ea a fost căsătorită cu contele Ioan al II-lea de Hainaut și de Olanda. Printre copiii avuți cu acesta se numără:
- Ioan (d. 1302), conte de Ostervant și senior de Beaumont
- Henric (d. 1303), canonic în Cambrai
- Simon
- Guillaume I de Hainaut, succesor la conducerea comitatelor de Hainaut și de Olanda
- Ioan (n. 1288–d. 1356), senior de Beaumont; căsătorit cu contesa Margareta de Soissons
- Margareta (d. 1342), căsătorită cu contele Robert al II-lea de Artois
- Alice (d. 1317), căsătorită cu contele Roger Bigod de Norfolk
- Isabela (d. 1305), căsătorită cu Raoul de Clermont, senior de Nesle.
- Ioana, călugăriță la Fontenelles
- Maria de Avesnes (n. 1280–d. 1354), căsătorită cu ducele Ludovic I de Bourbon
- Matilda, abatesă de Nivelles
- Willem de Cuser (n. 1290)